# Batrachotetrix acutus
Batrachotetrix acutus är en insektsart som beskrevs av Henri Saussure 1888. Batrachotetrix acutus ingår i släktet Batrachotetrix och familjen Pamphagidae. Inga underarter finns listade i Catalogue of Life.